# Lampe-Gletscher
Der Lampe-Gletscher ist ein 8 km langer und 1,5 km breiter Gletscher an der Loubet-Küste des Grahamlands auf der Antarktischen Halbinsel. Er fließt vom Mount Bain in westlicher Richtung zur Lampe Cove, einer Nebenbucht der Darbel Bay.
Das UK Antarctic Place-Names Committee benannte ihn 2016. Namensgeber ist der deutsche Kapitän Karl-Ulrich Lampe (* 1937), ab 1987 langjähriger Schiffsführer bei Antarktiskreuzfahrten.